# Cylisticus estest
Cylisticus estest är en kräftdjursart som beskrevs av Karl Wilhelm Verhoeff 1931. Cylisticus estest ingår i släktet Cylisticus och familjen Cylisticidae.

## Underarter
Arten delas in i följande underarter:
- C. e. estest
- C. e. marinensis